# Жагрович
Жагрович (хорв. Žagrović) — населений пункт у Хорватії, у Шибеницько-Книнській жупанії у складі міста Книн.

## Населення
Населення за даними перепису 2011 року становило 637 осіб.
Динаміка чисельності населення поселення:

## Клімат
Середня річна температура становить 12,91 °C, середня максимальна – 27,20 °C, а середня мінімальна – -1,92 °C. Середня річна кількість опадів – 941 мм.
| Клімат поселення                              | Клімат поселення | Клімат поселення | Клімат поселення | Клімат поселення | Клімат поселення | Клімат поселення | Клімат поселення | Клімат поселення | Клімат поселення | Клімат поселення | Клімат поселення | Клімат поселення | Клімат поселення |
| Показник                                      | Січ.             | Лют.             | Бер.             | Квіт.            | Трав.            | Черв.            | Лип.             | Серп.            | Вер.             | Жовт.            | Лист.            | Груд.            |                  |
| Середній максимум, °C                         | 9,94             | 10,65            | 13,69            | 17,42            | 22,05            | 25,78            | 27,20            | 27,16            | 22,62            | 17,88            | 12,59            | 9,50             |                  |
| Середня температура, °C                       | 4,00             | 4,73             | 7,77             | 11,49            | 16,13            | 19,85            | 22,89            | 22,81            | 18,31            | 13,56            | 8,26             | 5,18             |                  |
| Середній мінімум, °C                          | −1,92            | −1,2             | 1,84             | 5,57             | 10,20            | 13,93            | 18,56            | 18,49            | 13,97            | 9,22             | 3,95             | 0,84             |                  |
| Норма опадів, мм                              | 74               | 69               | 76               | 82               | 70               | 69               | 49               | 59               | 88               | 97               | 114              | 94               |                  |
| Середньомісячна швидкість вітру, м/с          | 1.47             | 1.67             | 1.97             | 1.97             | 1.77             | 1.58             | 1.60             | 1.44             | 1.46             | 1.46             | 1.67             | 1.64             |                  |
| Середньомісячна сонячна радіація, кДж/м²·день | 5202             | 7890             | 11486            | 16096            | 20054            | 22471            | 24097            | 21115            | 15696            | 10104            | 5538             | 4393             |                  |
| --------------------------------------------- | ---------------- | ---------------- | ---------------- | ---------------- | ---------------- | ---------------- | ---------------- | ---------------- | ---------------- | ---------------- | ---------------- | ---------------- | ---------------- |
| Джерело:                                      |                  |                  |                  |                  |                  |                  |                  |                  |                  |                  |                  |                  |                  |